# Acolutha flavivitta
Acolutha flavivitta är en fjärilsart som beskrevs av Holloway 1976. Acolutha flavivitta ingår i släktet Acolutha och familjen mätare. Inga underarter finns listade i Catalogue of Life.